# Bruno Banani
Bruno Banani, nato Fuahea Semi ('Eua Fo'ou, 4 dicembre 1987), è uno slittinista tongano.

## Biografia
Nato Fuahea Semi, è il figlio di un coltivatore di manioca.
Ha modificato legalmente il suo nome in Bruno Banani come strategia pubblicitaria dell'omonima azienda di biancheria intima e profumi, che in cambio lo sostiene economicamente, permettendogli di allenarsi con la nazionale tedesca di slittino diretta da Norbert Loch. Nel settembre 2012 il vicepresidente del CIO Thomas Bach ha duramente criticato la trovata pubblicitaria, affermando che è una "perversa idea di marketing", "di cattivo gusto".
Ai Campionati pacifico-americani di slittino 2011 ha ottenuto la medaglia di bronzo, dietro al canadese Samuel Edney e allo statunitense Isaac Underwood.
Nel dicembre 2013 si è qualificato per le Olimpiadi di Soči 2014, diventando il primo tongano a partecipare ai Giochi olimpici invernali.

## Palmarès

### Campionati pacifico-americani
- 1 medaglia:
  - 1 bronzo (singolo[4] a Calgary 2011).

### Coppa del Mondo
- Miglior piazzamento in classifica generale nel singolo: 39° nel 2012/13.